# Tournoi de clôture du championnat du Chili de football 2008
Navigation
Tournoi précédent Tournoi suivant
Le tournoi de clôture de la saison 2008 du Championnat du Chili de football est le second tournoi de la soixante-seizième édition du championnat de première division au Chili. 
La saison sportive est scindée en deux tournois saisonniers, Ouverture et Clôture, qui décerne chacun un titre de champion. Le fonctionnement de chaque tournoi est le même ; une première phase voit les équipes réparties en quatre poules où elles affrontent les autres équipes une seule fois, dix équipes se qualifient pour la seconde phase, jouée en matchs à élimination directe. Le vainqueur du tournoi de Clôture se qualifie pour la Copa Libertadores 2009.
La relégation est normalement décidée à l'issue du tournoi de Clôture. Afin de faire passer le championnat de 20 à 18 équipes la saison prochaine, un classement cumulé des deux tournois 2008 est effectué et les quatre derniers de ce classement sont relégués et remplacés par la meilleure équipe de Segunda Division, la deuxième division chilienne, tandis que les 15e et 16e doivent disputer un barrage de promotion-relégation face au 2e de D2.
C'est le club de Colo Colo qui remporte le tournoi après avoir battu le Club Deportivo Palestino en finale. C'est le vingt-huitième titre de champion du Chili de l'histoire du club, le cinquième tournoi en trois saisons.
Avant le démarrage du tournoi, le Club Deportes Concepción est exclu du tournoi et rétrogradé en Segunda Division.

## Les clubs participants
| - Colo Colo - CD Universidad Católica - CF Universidad de Chile - Deportes Melipilla - CSD Rangers - Club de Deportes Cobreloa - Club Deportivo Huachipato - Club Deportivo O'Higgins - Deportivo Ñublense - CD Everton de Viña del Mar | - Club de Deportes Cobresal - Unión Española - Club de Deportes Antofagasta - Audax Italiano - Deportes La Serena - Club Deportivo Palestino - CD Santiago Morning - CD Universidad de Concepción - Provincial Osorno - Club Deportes Concepción - Exclu |

## Compétition
Le barème utilisé pour établir le classement est le suivant :
- Victoire : 3 points
- Match nul : 1 point
- Défaite : 0 point

### Première phase
Les deux premiers de chaque poule se qualifient pour la seconde phase. Si un troisième, voire un quatrième termine avec un meilleur total de points que le moins bon deuxième, ils disputent un tour préliminaire.
| Rang | Équipe                  | Pts | J  | G  | N | P | Bp | Bc | Diff |
| ---- | ----------------------- | --- | -- | -- | - | - | -- | -- | ---- |
| 1    | CF Universidad de Chile | 38  | 18 | 12 | 2 | 4 | 39 | 21 | +18  |
| 2    | Colo Colo               | 33  | 18 | 10 | 3 | 5 | 32 | 19 | +13  |
| 3    | Unión Española          | 25  | 18 | 7  | 4 | 7 | 28 | 32 | -4   |
| 4    | Deportivo Ñublense      | 17  | 18 | 3  | 8 | 7 | 21 | 29 | -8   |

| Rang | Équipe                      | Pts | J  | G | N | P  | Bp | Bc | Diff |
| ---- | --------------------------- | --- | -- | - | - | -- | -- | -- | ---- |
| 1    | CSD RangersP                | 30  | 18 | 9 | 3 | 6  | 25 | 25 | 0    |
| 2    | CD Universidad Católica     | 29  | 18 | 9 | 2 | 7  | 37 | 33 | +4   |
| 3    | CD Everton de Viña del MarT | 28  | 18 | 9 | 1 | 8  | 28 | 25 | +3   |
| 4    | Deportes La Serena          | 27  | 18 | 7 | 6 | 5  | 37 | 34 | +3   |
| 5    | Provincial OsornoP          | 10  | 18 | 3 | 1 | 14 | 18 | 38 | -20  |

|  | Qualification pour la seconde phase               |
|  | T : Tenant du titre P : Promu de Segunda Division |

| Rang | Équipe                       | Pts | J  | G  | N | P  | Bp | Bc | Diff |
| ---- | ---------------------------- | --- | -- | -- | - | -- | -- | -- | ---- |
| 1    | Club Deportivo Palestino     | 33  | 18 | 10 | 3 | 5  | 29 | 22 | +7   |
| 2    | Club Deportivo O'Higgins     | 28  | 18 | 8  | 4 | 6  | 39 | 35 | +4   |
| 3    | CD Santiago MorningP         | 26  | 18 | 7  | 5 | 6  | 30 | 32 | -2   |
| 4    | CD Universidad de Concepción | 21  | 18 | 5  | 6 | 7  | 32 | 32 | 0    |
| 5    | Deportes Melipilla           | 11  | 18 | 3  | 2 | 13 | 19 | 38 | -19  |

| Rang | Équipe                       | Pts | J  | G | N | P | Bp | Bc | Diff |
| ---- | ---------------------------- | --- | -- | - | - | - | -- | -- | ---- |
| 1    | Club Deportivo Huachipato    | 27  | 18 | 8 | 3 | 7 | 33 | 25 | +8   |
| 2    | Club de Deportes Cobreloa    | 27  | 18 | 8 | 3 | 7 | 34 | 32 | +2   |
| 3    | Audax Italiano               | 24  | 18 | 6 | 6 | 6 | 25 | 25 | 0    |
| 4    | Club de Deportes Antofagasta | 23  | 18 | 7 | 2 | 9 | 20 | 27 | -7   |
| 5    | Club de Deportes Cobresal    | 21  | 18 | 5 | 6 | 7 | 24 | 26 | -2   |

### Seconde phase
Tour préliminaire :
| Équipe 1                   | Résultat | Équipe 2                  |
| -------------------------- | -------- | ------------------------- |
| CD Everton de Viña del Mar | 0 - 3    | Club de Deportes Cobreloa |

Quarts de finale :
| Équipe 1                  | Résultat | Équipe 2                 | Aller | Retour |
| ------------------------- | -------- | ------------------------ | ----- | ------ |
| Club de Deportes Cobreloa | 5 - 3    | CF Universidad de Chile  | 3 - 0 | 2 - 3  |
| Club Deportivo Huachipato | 3 - 5    | Colo Colo                | 1 - 1 | 2 - 4  |
| CD Universidad Católica   | 4 - 4e   | CSD Rangers              | 3 - 3 | 1 - 1  |
| Club Deportivo O'Higgins  | 3 - 4    | Club Deportivo Palestino | 2 - 2 | 1 - 2  |

Demi-finales :
| Équipe 1                  | Résultat | Équipe 2                 | Aller | Retour |
| ------------------------- | -------- | ------------------------ | ----- | ------ |
| Club de Deportes Cobreloa | 5 - 5e   | Colo Colo                | 3 - 3 | 2 - 2  |
| CSD Rangers               | 2 - 2e   | Club Deportivo Palestino | 2 - 2 | 0 - 0  |

Finale :
| 14 décembre 2008 | Club Deportivo Palestino | 1 - 1 | Colo Colo          | Estadio Nacional, Santiago du Chili           |                                               |
|                  | Ibáñez 78e               |       | Barrios 27e (pen.) | Spectateurs : 30 000 Arbitrage : Rubén Selman | Spectateurs : 30 000 Arbitrage : Rubén Selman |

| 20 décembre 2008 | Colo Colo                             | 3 - 1 | Club Deportivo Palestino | Estadio Monumental, Santiago du Chili           |                                                 |
|                  | Barrios 27e · Gazale 50e · Millar 61e |       |                          | Spectateurs : 45 000 Arbitrage : Carlos Chandia | Spectateurs : 45 000 Arbitrage : Carlos Chandia |

### Classement cumulé
Un classement cumulé des deux tournois de l'année 2008 est effectué afin de déterminer à la fois la troisième équipe qualifiée pour la Copa Libertadores (par le biais du tour préliminaire) mais aussi les quatre équipes reléguées.
| Rang | Équipe                         | Pts | J  | G  | N  | P  | Bp | Bc | Diff |
| ---- | ------------------------------ | --- | -- | -- | -- | -- | -- | -- | ---- |
| 1    | CF Universidad de Chile        | 68  | 37 | 21 | 5  | 11 | 67 | 44 | +23  |
| 2    | CD Universidad Católica        | 65  | 37 | 20 | 5  | 12 | 74 | 52 | +22  |
| 3    | Club Deportivo O'Higgins       | 64  | 37 | 18 | 10 | 9  | 69 | 52 | +17  |
| 4    | CD Everton de Viña del MarO    | 60  | 37 | 19 | 3  | 15 | 62 | 55 | +7   |
| 5    | Colo ColoOf C                  | 60  | 37 | 17 | 9  | 11 | 67 | 48 | +19  |
| 6    | Audax Italiano                 | 58  | 37 | 17 | 7  | 13 | 60 | 50 | +10  |
| 7    | Deportivo Ñublense             | 58  | 37 | 15 | 13 | 9  | 49 | 43 | +6   |
| 8    | Club Deportivo PalestinoCf     | 57  | 37 | 17 | 6  | 14 | 57 | 49 | +8   |
| 9    | CD Santiago Morning            | 56  | 37 | 16 | 8  | 13 | 65 | 74 | -9   |
| 10   | Club Deportivo Huachipato      | 54  | 37 | 15 | 9  | 13 | 62 | 54 | +8   |
| 11   | CSD Rangers                    | 54  | 37 | 15 | 9  | 13 | 48 | 50 | -2   |
| 12   | Deportes La Serena             | 53  | 37 | 14 | 11 | 12 | 66 | 63 | +3   |
| 13   | Club de Deportes Cobresal      | 52  | 37 | 14 | 10 | 13 | 59 | 52 | +7   |
| 14   | Club de Deportes Cobreloa      | 50  | 37 | 14 | 8  | 15 | 59 | 61 | -2   |
| 15   | Unión Española                 | 49  | 37 | 14 | 7  | 16 | 48 | 59 | -11  |
| 16   | CD Universidad de Concepción   | 42  | 37 | 11 | 9  | 17 | 59 | 65 | -6   |
| 17   | Club de Deportes Antofagasta   | 40  | 37 | 11 | 7  | 19 | 36 | 56 | -20  |
| 18   | Provincial Osorno              | 26  | 37 | 8  | 2  | 27 | 38 | 77 | -39  |
| 19   | Deportes Melipilla             | 21  | 37 | 6  | 3  | 28 | 41 | 78 | -37  |
| 20   | Club Deportes Concepción exclu | 12  | 19 | 8  | 3  | 8  | 35 | 35 | 0    |

|  | Qualification pour la Copa Libertadores 2009                                                                                                |
|  | Qualification pour le tour préliminaire de la Copa Libertadores 2009                                                                        |
|  | Participation au barrage de promotion-relégation                                                                                            |
|  | Relégation directe en Segunda División |
|  | O : Vainqueur du tournoi Ouverture Of : Finaliste du tournoi Ouverture C : Vainqueur du tournoi Clôture Cf : Finaliste du tournoi Ouverture |

#### Barrage de promotion-relégation
Les 15e et 16e de Primera Division affrontent les 2e et 3e de Segunda Division pour déterminer les deux derniers clubs participant à la prochaine saison.
| Équipe 1               | Résultat | Équipe 2                     | Aller | Retour |
| ---------------------- | -------- | ---------------------------- | ----- | ------ |
| CD Coquimbo Unido (D2) | 1 - 5    | CD Universidad de Concepción | 0 - 2 | 1 - 3  |
| CD Puerto Montt (D2)   | 4 - 5    | Unión Española               | 1 - 2 | 3 - 3  |

## Bilan du tournoi
| Championnat du Chili de football 2008 |                                             |
| Champion                              | Colo Colo (28e titre)                       |
| Qualifications continentales          |                                             |
| Copa Libertadores 2009                | CD Everton de Viña del Mar                  |
| Copa Libertadores 2009                | Colo Colo                                   |
| Copa Libertadores 2009                | CF Universidad de Chile (tour préliminaire) |
| Promotions et relégations             |                                             |
| Promus en Primera División            | Municipal Iquique                           |
| Promus en Primera División            | CD Provincial Curico Unido                  |
| Relégués en Segunda División          | Club Deportes Concepción                    |
| Relégués en Segunda División          | Club de Deportes Antofagasta                |
| Relégués en Segunda División          | Provincial Osorno                           |
| Relégués en Segunda División          | Deportes Melipilla                          |